# 世界水日
每年的3月22日是世界水日（英語： / ），也稱世界水资源日。
1993年1月18日，第四十七届联合国大会作出47/193号决议，根据联合国环境与发展会议通过的《二十一世纪议程》第十八章所提出的建议，确定每年的3月22日为“世界水日”。其旨在推动对水资源进行综合性统筹规划和管理，加强水资源保护，解决日益严峻的缺乏淡水问题，开展广泛的宣传以提高公众对开发和保护水资源的认识。2003年12月23日的58/217号决议中，大会宣布从2005年3月22日的世界水日开始，2005年至2015年为“生命之巾”国际行动十年。联合国水机制和联合国人居署负责对全球的世界水日活动进行协调。

## 水资源现状

### 水资源短缺
水资源短缺是当今世界面临的重大课题。气候变化的出现，农业、工业和城市对有限的水资源日益增长的需求，以及许多领域污染的扩大，均加速了水危机。
水文学家一般来说通过观察人口比对水资源的等式来衡量稀缺性。当一个地区每年的供水量跌破每人1700立方米时，该地区正在经受水资源紧张。当每年供水量跌破每人1000立方米时，该地区人口面临着水资源短缺，低于500立方米为“绝对稀缺”。根据联合国数据，到2025年，有18亿人将会生活在水资源绝对稀缺的地区和国家，三分之二的世界人口可能会生活在水资源紧张的条件下。 随着气候变化，到2030年，几乎会有将近一半的世界人口居住在水资源高压力地区，其中包括在非洲的7千5百万到2亿5千万人。除此之外，在一些干燥和半干燥地区，水资源短缺将会让2千4百万到7亿人背井离乡。撒哈拉以南非洲是拥有缺水国家数量最多的地区。

### 供水安全
获得安全饮用水和卫生设施是最需要解决的问题之一。尽管解决这方面问题在2000年通过的千年发展目标中已取得进展，约7.5亿人——换句话说，世界人口每10个人中有一个人以上——仍然无法获得经改善的水供应。清洁的供水，特别是未遭粪便污染的水，对公共健康起到至关重要甚至决定性的作用。因巨大灾难，如地震、洪水、战争等而导致供水设施或卫生设施遭到毁坏，这可能引起严重的水源性疾病疫情，有时甚至是危急生命的。联合国认定能够获得普遍可及净水是人类的基本权力，也是迈向改善全球生活标准的过程中不可或缺的步骤。
当世界政局恶化时，供水往往首当其冲遭到影响。战争和灾害会污染一度可靠的水源，或完全切断人们利用水源的途径。自然灾害，如洪水、飓风和海啸常常中断或污染供水，并扩散疾病，其影响程度比原本的灾害多数倍。战争和灾害也会破坏既有的基础设施，使不计其数的人无法使用他们赖以生存的水。自然灾害、战争和其他冲突经常毁坏供水的基础设施，基础设施一旦遭到破坏，需要多年才能恢复。
在中东地区，除了气候原因影响，持续的武装冲突使该地区水资源和年久失修的供水系统达到几近崩溃的程度。交战方有时攻击供水供电基础设施，或为了军事或政治目的蓄意干扰水电供应。红十字国际委员会中东行动部主任罗伯特·马尔迪尼表示 :"在冲突中用限制获取水源作为战术或武器，或攻击供水或能源设施，这不仅违反了武装冲突法，而且对那些健康状况不佳之人的生活造成了非常有害的影响。"最近几年，许多国际组织，如联合国儿童基金会(UNICEF)、世界银行和红十字国际委员会提供资金建造和修理许多钻孔和井，以便为冲突或灾害地区平民提供干净用水。

### 性别与水问题
男性和女性之间的差异和不平等影响个人如何应对变化中的水资源管理。了解性别角色、关系和不平等可以帮助了解人们做出的选择和他们不同的选项。在水资源综合举指中考虑性别因素可以提高项目的效益和效率。
在水和卫生设施的管理及使用相关问题上考虑性别因素的重要性已在全球层面上得以确认，从1977年马德普拉塔的联合国水事会议、国际饮水和卫生十年 （1981-1990年）到都柏林的水与环境问题国际会议（1992年1月），都明确承认妇女在水供应、管理和维护中的核心作用。在“21世纪议程”第18章和“约翰内斯堡执行计划”中亦提到妇女应加入水资源管理。此外，该决议确立了“生命之水”（2005-2015年）国际十年行动，呼吁妇女积极加入且参与到和水有关的工作中来。

### 水与粮食安全
水是粮食安全问题的关键。作物和牲畜的生长离不开水。农业灌溉需要大量的水，各生产工序对水质也有要求。农业不但哺育着整个世界，在棉花、橡胶和工 业用油等各类非粮食作物的生产上也越来越多产，其作为全球最大用水者的地位得以巩固。如今灌溉需水约占人类所有可用淡水资源的70%。
1948年，《世界人权宣言》确认了每个人都有获得足够食物的权利。然而，在很多发展中国家的农村地区，获取足够的食物在很大程度上依赖于水资源等粮食生产必需的自然资源。2010年7月28日，联合国大会宣布清洁的饮用水和卫生设施是一项人权。但是，在食物权的背景下谈水权是一个复杂的问题。在饮用水和做饭用水得到保障的同时，干旱地区的粮食生产用水将可能无法达到最低要求。

## 历年主题

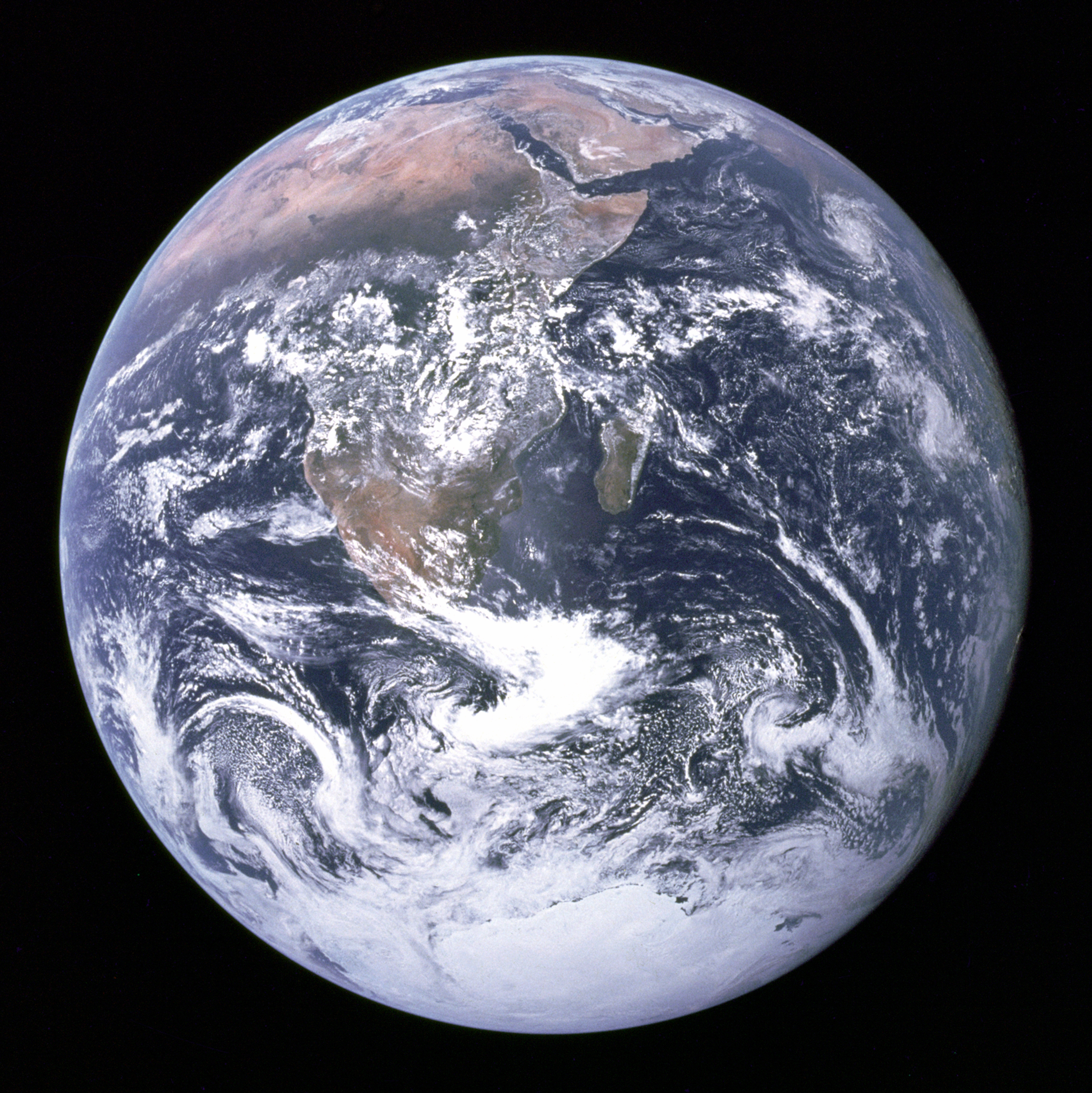
地球表面的71%是水

- 1994年：关心水资源是每个人的责任（Caring for Our Water Resources Is Everyone's Business）
- 1995年：女性和水（Women and Water）
- 1996年：解决城市用水之急（Water for thirsty cities）
- 1997年：世界上的水够用吗？（The World's Water: Is There Enough?）
- 1998年：地下水——无形的资源（Ground water-invisible resource）
- 1999年：让每个人都生活在下游（Everyone lives downstream）
- 2000年：21世纪的水（Water for the 21st Century）
- 2001年：水与健康（Water and Health）
- 2002年：水为发展服务（Water for Development）
- 2003年：未来之水（Water for Future）
- 2004年：水与灾害（Water and Disasters）
- 2005年：生命之水（Water for Life）
- 2006年：水与文化（Water and Culture）
- 2007年：应对水短缺（Coping with Water Scarcity）
- 2008年：涉水卫生 [6]（Sanitation [7]）
- 2009年：共享的水、共享的机遇（Shared Waters-Shared Opportunities）
- 2010年：保障清洁水源，创造健康世界 [8]（Clean Water for a Healthy World [9]）
- 2011年：城市水资源管理（Water for Cities）
- 2012年：水与粮食安全（Water and Food Security: The World is Thirsty Because We are Hungry）
- 2013年：國際水合作（International Year of Water Cooperation）
- 2014年：水和能源（Water and Energy）
- 2015年：水和可持续发展（Water and Sustainable Development）
- 2016年：水与就业（Better Water, Better Jobs）
- 2017年：废水的利用（Why Waste Water?）
- 2018年：用大自然战胜水资源挑战（Nature for Water）
- 2019年：不让任何一个人掉队[10]（Leaving No One Behind）
- 2020年：水与气候变化[11]（Water and Climate Change）
- 2021年：珍惜水、爱护水[12]（Valuing Water）
- 2022年：珍惜地下水，珍視隱藏的資源[13]（Groundwater, Making the Invisible Visible）
- 2023年：加速变革[14]（Accelating Change）
- 2024年：以水促和平[15]（Water for Peace）

## 外部連結
- 联合国： （页面存档备份，存于）（简体中文）
- 綠色和平：杯中願行動 （页面存档备份，存于）（繁體中文）
- 綠色和平：2009年世界水日專題 （页面存档备份，存于）（中文）
- 台灣環境資訊協會：世界水資源日 （页面存档备份，存于）（繁體中文）